# BENTEN Film
株式会社BENTEN Film（ベンテンフィルム、英: BENTEN Film Co., Ltd.）は、日本のアニメ制作会社。Creator's Xの完全子会社。

## 歴史

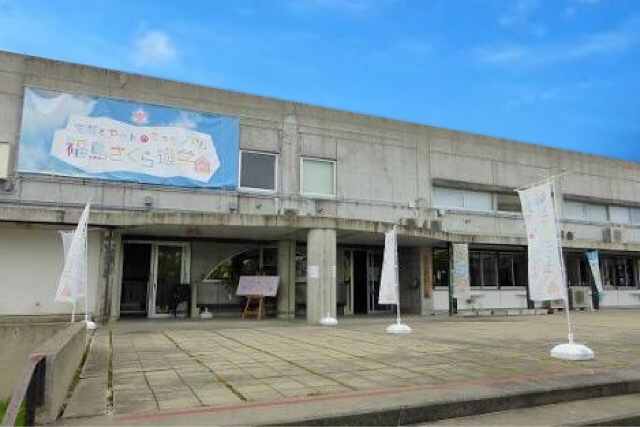
「福島さくら遊学舎」が入居する三春町旧桜中学校交流施設。福島ガイナが運営。

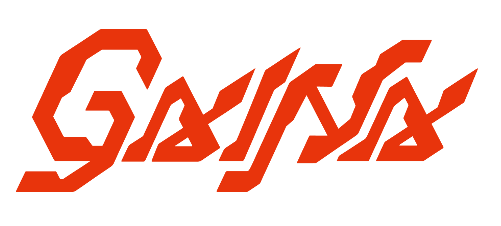
ガイナ時代のロゴ

ガイナックスの子会社として、2014年11月に「株式会社福島ガイナックス（ふくしまガイナックス）」の商号で福島県田村郡三春町大字鷹巣字瀬山213番地に設立された。ガイナは設立時から福島県出身の浅尾芳宣が代表取締役を務めているが、2015年11月にガイナックス保有の自社株式を浅尾芳宣が全株譲り受けてガイナックスから独立した。
2018年7月26日、木下グループに全株式を譲渡して傘下に入り、取締役会長に木下直哉が就任した。同年8月9日に商号を「株式会社ガイナ（英: Gaina Co., Ltd.）」に変更して本社をガイナックススタジオ所在地の東京都小金井市に移転。ガイナックススタジオを「スタジオガイナ」に改称し、アニメーション制作事業を東京に概ね集約した。当初はアニメミュージアム「福島さくら遊学舎」（2015年4月開設）の運営などを行っていたが、福島さくら遊学舎運営事業については、新たに設立した「株式会社福島ガイナ（ふくしまガイナ）」に分離承継した。
2019年5月24日、本社を東京都武蔵野市へ移転。当初は福島さくら遊学舎内に制作スタジオを設け、WEBアニメーションの作画、仕上げ、制作管理を行った。2016年にはNHKの東日本大震災復興応援キャンペーンとして前年に制作した2分アニメを元にした25分テレビアニメーション『想いのかけら』を制作。ガイナックススタジオ開設後は連続テレビアニメーション作品『ピアノの森』（第1シリーズ、2018年放映　第2シリーズ、2019年放映）の元請制作を手がけた。
2025年8月1日付で木下グループからCreator's Xへ全株式が譲渡され同社の完全子会社となり、商号を「株式会社BENTEN Film（ベンテンフィルム）」に変更した。新社名の「BENTEN」は芸術や知恵を司る女神である吉祥寺弁財天に由来する。
前述の通り元々はガイナックスの子会社として設立され、その後もガイナの名称を用いているが、ガイナックスの商標・称号を取得しているカラーによるとガイナックスとは別法人であり、商標使用許諾契約も行われていないと発表している。

## 作風
福島ガイナックス時代から、『政宗ダテニクル』などの福島を題材にしたWebアニメやテレビアニメを制作している。この系譜は経営母体が変更されて以降も継続している（『フライングベイビーズ』は福島を舞台とした物語）。
スタジオガイナは前身であるガイナックススタジオ時代から一般的な商業アニメを手掛けており、木下グループ入りした当初はかつての親会社ガイナックスから制作主体を引き継いだ劇場用アニメーション『蒼きウル』や『トップをねらえ3』（仮題）、オリジナルテレビアニメーション『レスキューアカデミア』、『あくびをするにはワケがある』を制作する予定を公表していた。しかしガイナックスからガイナへの過去の制作資料の無断売却が判明し、スタジオカラーにより散逸防止を目的として資料は買い戻された上でアニメ特撮アーカイブ機構へと移管された。これら作品の続報は未詳となっている。

## 作品履歴
福島ガイナックス時代を含む。

### テレビアニメ
| 開始年 | 放送期間        | タイトル                        | 制作スタジオ          | 監督                    | アニメーション プロデューサー | 備考                                                       |
| ------ | --------------- | ------------------------------- | --------------------- | ----------------------- | ----------------------------- | ---------------------------------------------------------- |
| 2015年 | 11月27日        | 想いのかけら                    | 福島ガイナックス      | 浅尾芳宣（総） 佐伯昭志 | 清原良太                      | 2分版                                                      |
| 2016年 | 2月11日 3月24日 | 想いのかけら                    | 福島ガイナックス      | 浅尾芳宣（総） 佐伯昭志 | 浅尾芳宣                      | NHKエンタープライズ製作・短編アニメ                        |
| 2018年 | 4月 - 7月       | ピアノの森                      | ガイナックス スタジオ | 中谷学                  | 高橋祐一 浅尾芳宣             | NHK総合テレビジョン放映                                    |
| 2019年 | 1月 - 3月       | フライングベイビーズ            | 福島ガイナ            | 浅尾芳宣                | N/A                           | テレビ東京『A応Pのあにむす!!』内コーナー・AT-X放映（単独） |
| 2019年 | 1月 - 4月       | ピアノの森（第2シリーズ）       | ガイナ                | 山賀博之                | 高橋祐一 浅尾芳宣             | NHK総合テレビジョン放映                                    |
| 2020年 | 1月 - 3月       | フライングベイビーズ☆プチ       | 福島ガイナ            | 浅尾芳宣                | N/A                           |                                                            |
| 2022年 | 4月 - 2023年3月 | キャップ革命 ボトルマンDX       | ガイナ                | 川崎逸朗                | 庄司航                        |                                                            |
| 2022年 | 7月 - 9月       | 組長娘と世話係                  | GAINA                 | 川崎逸朗                | 瀧ヶ崎誠 吉田啓佑             | 共同制作：feel.                                            |
| 2022年 | 7月 - 9月       | ハナビちゃんは遅れがち          | GAINA                 | 金澤洪充                | ヨシダケイスケ                |                                                            |
| 2023年 | 1月             | 『FLAGLIA』〜なつやすみの物語〜 | スタジオガイナ        | 川崎逸朗                | N/A                           |                                                            |
| 2024年 | 7月 - 9月       | グレンダイザーU                 | GAINA                 | 福田己津央（総） 久藤瞬 | 吉田啓祐                      |                                                            |
| 2025年 | 1月 - 3月       | ババンババンバンバンパイア      | GAINA                 | 川崎逸朗                | 庄司航 吉田啓祐               |                                                            |
| 2026年 | 未公表          | リィンカーネーションの花弁      | BENTEN Film           | 久藤瞬                  | 未公表                        |                                                            |

### Webアニメ
| 配信年 | タイトル                                 | 制作スタジオ                          | 監督                  | アニメーション プロデューサー | 備考 |
| ------ | ---------------------------------------- | ------------------------------------- | --------------------- | ----------------------------- | --- |
| 2015年 | 放しゃ線リサイクルロボット 花まき君      | 福島ガイナックス                      | N/A                   | N/A                           | 福島県製作、県公式YouTubeアニメ 「ふくしまからチャレンジはじめよう。」未来ロボット大賞最優秀作品のアニメ化                               |
| 2016年 | みらいへの手紙〜この道の途中から〜       | 福島ガイナックス                      | 浅尾芳宣（総）        | 清原良太 高橋祐一             | 福島県製作、県公式YouTubeアニメ、オムニバス形式のドキュメンタリー、全11話                                                                |
| 2016年 | みはるのハルミーゴ                       | 福島ガイナックス                      | 浅尾芳宣（総） 池内翔 | N/A                           | 福島県三春町・福島ガイナックス共同製作、町公式YouTubeアニメシリーズ                                                                      |
| 2016年 | 政宗ダテニクル                           | 福島ガイナックス                      | 清丸悟                | 吉田啓祐                      | 福島県伊達市・伊達市商工観光課・伊達市観光物産交流協会製作、市公式YouTubeアニメシリーズ                                                  |
| 2016年 | 避難お知らせ誘導型ロボット＆Medical eyes | 福島ガイナックス                      | N/A                   | N/A                           | 福島県製作、県公式YouTubeアニメ 「ロボットフェスタふくしま2015・未来のロボットアイデアコンテスト」小学生・中学生部門最優秀作品のアニメ化 |
| 2017年 | これからのメモリー                       | 福島ガイナックス ガイナックススタジオ | 小宮智彦              | N/A                           | 福島県製作、県公式YouTubeアニメ、県「里山オフィス」事業のPRアニメ                                                                        |
| 2017年 | 人力戦艦!?汐風澤風                       | ガイナックススタジオ                  | 浅尾芳宣（総） 吉田徹 | N/A                           | 小名浜まちづくり市民会議（福島県いわき市）・福島ガイナックス共同製作、YouTube・ニコニコ動画アニメ                                        |
| 2018年 | 食べちゃったっていいのにな!              | 福島ガイナックス                      | 浅尾芳宣              | N/A                           | 福島県製作、県公式YouTubeアニメ、農水産物消費拡大のPRアニメ                                                                              |
| 2020年 | キャップ革命 ボトルマン                  | ガイナ                                | 川崎逸朗              | 庄司航                        | YouTubeアニメ |
| 2021年 | WRSへようこそ！                          | ガイナ・福島ガイナ                    | やすもとみどり        | 浅尾芳宣                      | YouTubeアニメ ワールドロボットサミットで先行配信                                                                                         |

### 制作協力
| 年     | タイトル               | 制作元請                            |
| ------ | ---------------------- | ----------------------------------- |
| 2024年 | 愚かな天使は悪魔と踊る | Children's Playground Entertainment |

### その他
| 年     | タイトル                            | 制作スタジオ     | 備考                             |
| ------ | ----------------------------------- | ---------------- | -------------------------------- |
| 2015年 | 未来への架け橋〜Bridge for future〜 | 福島ガイナックス | 東邦銀行製作、テレビCMシリーズ   |
| 2019年 | 愛姫 MEGOHIME                       | 福島ガイナ       | 福島県三春町・福島ガイナ共同製作 |